# آزاپروپازون
آزاپروپازون (به انگلیسی: Azapropazone) دارویی است که برای درمان دردهای مفصلی و عضله، آرتریت روماتوئید و اسپوندیلیت استفاده می‌شود.

## ملاحظات
مصرف این دارو برای مواردی همچون اولستر حاد معده و اثنی عشر ممنوع است.